# Январь 2007 года

Список событий января 2007 года.

## События
- 1 января
  - Вступил в силу федеральный закон о «материнском капитале»[1].
  - Болгария и Румыния с 1 января 2007 года стали полноправными членами Евросоюза. Таким образом, население Евросоюза выросло на 30 миллионов человек и превысило полмиллиарда, в объединение входят 27 стран[2].
  - Красноярский край, Таймырский (Долгано-Ненецкий) и Эвенкийский автономные округа объединились в единый субъект Российской Федерации — Красноярский край.
  - Словения ввела евро.
  - Пан Ги Мун стал Генеральным секретарём ООН.
  - Вступил в силу Закон о полномочиях общественной палаты Абхазии.
  - Вблизи острова Сулавеси потерпел катастрофу Boeing 737 компании Adam Air, погибли 102 человека.
- 6—21 января — ралли Дакар 2007.
- 9 января — компания Apple представила первое поколение смартфона iPhone.
- 15 января — В Багдаде по приговору суда казнены брат Саддама Хусейна Барзан Ибрагим аль-Хасан ат-Тикрити и бывший верховный судья Ирака Авад Хамед аль-Бандар[3].
- 17—19 января — ураган «Кирилл» прошёл над большей частью Европы.
- 19 января — Государственная Дума приняла закон, запрещающий членам правительства иметь двойное гражданство[4].
- 20 января — «Прогресс М-59» им. С. П. Королёва успешно пристыковался к МКС[5].
- 26 января — новым президентом УЕФА стал бывший французский футболист Мишель Платини.
- 28 января — «Остров» П. С. Лунгина стал триумфатором «Золотого орла».
- 30 января — операционная система Windows Vista официально поступила в продажу в России.